# Koen Naert
Koen Naert (ur. 3 września 1989 w Roeselare) – belgijski lekkoatleta, długodystansowiec, mistrz Europy z 2018.
Jego największym sukcesem jest złoty medal w biegu maratońskim na  mistrzostwach Europy w 2018 w Berlinie.

## Osiągnięcia
| Rok  | Impreza                           | Miejsce        | Konkurencja      | Lokata      | Wynik    | Źródło |
| ---- | --------------------------------- | -------------- | ---------------- | ----------- | -------- | ------ |
| 2009 | Młodzieżowe mistrzostwa Europy    | Kowno          | bieg na 10 000 m | 7. miejsce  | 31:00,73 | [ 4 ]  |
| 2011 | Młodzieżowe mistrzostwa Europy    | Ostrawa        | bieg na 10 000 m | 6. miejsce  | 29:18,73 | [ 5 ]  |
| 2012 | Mistrzostwa Europy                | Helsinki       | bieg na 10 000 m | 11. miejsce | 29:02,08 | [ 6 ]  |
| 2014 | Mistrzostwa Europy                | Zurych         | bieg na 10 000 m | 11. miejsce | 29:04,87 | [ 7 ]  |
| 2016 | Igrzyska olimpijskie              | Rio de Janeiro | maraton          | 22. miejsce | 2:14:53  | [ 8 ]  |
| 2018 | Mistrzostwa Europy                | Berlin         | maraton          | 1. miejsce  | 2:09:51  | [ 9 ]  |
| 2020 | Mistrzostwa świata w półmaratonie | Gdynia         | półmaraton       | 73. miejsce | 1:03:44  |        |
| 2021 | Igrzyska olimpijskie              | Tokio          | maraton          | 10. miejsce | 2:12:13  |        |
| 2022 | Mistrzostwa Europy                | Monachium      | maraton          | 8. miejsce  | 2:11:28  |        |
| 2024 | Igrzyska olimpijskie              | Paryż          | maraton          | 61. miejsce | 2:16:33  |        |

## Rekordy życiowe
- bieg na 5000 metrów – 13:32,83 (31 maja 2014, Oordegem)
- bieg na 10 000 metrów – 28:32,29 (29 kwietnia 2012, Palo Alto)
- bieg na 10 kilometrów – 28:37 (10 lutego 2019, Schoorl)
- półmaraton – 1:01:34 (10 marca 2024, Gandawa)
- maraton – 2:06:56 (16 kwietnia 2023, Rotterdam)[1][2]